# باك رودجرز
باك رودجرز (بالإنجليزية: Buck Rodgers)‏ هو لاعب كرة قاعدة أمريكي، ولد في 16 أغسطس 1938 في ديلاوير في الولايات المتحدة.